# Coulter Glacier
Coulter Glacier är en glaciär i Antarktis. Den ligger i Västantarktis. Argentina, Chile och Storbritannien gör anspråk på området. Coulter Glacier ligger 838 meter över havet.
Terrängen runt Coulter Glacier är kuperad söderut, men norrut är den bergig. Havet är nära Coulter Glacier åt sydväst. Trakten är obefolkad. Det finns inga samhällen i närheten.